# James Rhodes (pianiste)
Pour les articles homonymes, voir James Rhodes.
James Edward Rhodes né à Londres, le 6 mars de 1975 est un pianiste britannique et espagnol. Victime de viols à l'âge de cinq ans, il témoigne et publie son autobiographie. À la suite de son témoignage, l'Espagne modifie sa législation sur les violences faites aux personnes mineures, afin de mieux les protéger. Cette nouvelle loi est nommée loi Rhodes.

## Biographie
James Rhodes est né dans une famille juive à St John's Wood, dans le nord de Londres. Il étudie à Arnold House School, un collège privé pour garçon.
À l'âge de cinq ans, il est victime de viols et violences sexuelles perpétrées par son professeur d'éducation physique. Celui-ci est mort avant qu'un jugement ne soit rendu. À l'âge de sept ans, James Rhodes trouve une échappatoire dans la musique en écoutant une chaconne de Bach interprété par Ferruccio Busoni. La musique le réconforte et l'aide à supporter l'insupportable. Il dira « Par-dessus tout, cela lui donnait l'impression que même s'il semblait que le monde était vraiment un endroit hostile et épouvantable, cela ne pouvait pas être si grave parce qu'il y avait quelque chose d'aussi beau dedans ». Les violences qu'il subit, sont à l'origine de troubles alimentaires, lésions de la colonne vertébrale, tentatives de suicides, troubles post-traumatiques et syndrome d'Asperger,.
À l'âge de 13 ans, il entre à la Harrow School, où il étudie avec le professeur de piano Colin Stone. Il participe au programme télévisuel BBC Young Musician of the Year. En 1993, il obtient une bourse pour le Guildhall School of Music and Drame qu'il refuse. Il étudie la psychologie. En 2004, il redécouvre le pouvoir de la musique.
En février 2009, James Rhodes sort son premier disque, Razor Blades, Little Pills and Big Pianos. En mars de 2010, il édite son deuxième disque, Now Would All Freudians Please Stand Aside.  La même année, il devient le premier pianiste classique du label rock Warner Bros Records. En 2011, James Rhodes écrit un blog pour The Telegraph et en 2013, publie divers articles pour The Guardian. En mai 2012, il édite son quatrième disque, Jimmy: James Rhodes recorded live at The Old Market Brighton.
En 2015, il décide de raconter son histoire dans Instrumental: Memorias de Música, Medicina y Locura. La publication de son autobiographie fait l'objet d'une bataille juridique avec son ex-épouse. Celle-ci demande le retrait de l'ouvrage parce qu'il pourrait nuire et heurter la sensibilité de leur fils. La publication est autorisée. Elle permet d'ouvrir un large débat sur la pédocriminalité. En 2016, il participe au programme de télévision espagnole Salvados sur les violences sexuelles sur personnes mineures.
Depuis 2017 il réside à Madrid. En décembre 2020, le Conseil des ministres espagnol lui accorde la nationalité espagnole pour son engagement pour la protection des victimes mineures de viols et violences sexuelles. Le Parlement adopte en 2021 une loi visant à allonger les délais de prescription afin de faciliter les poursuites contre les auteurs d’agressions sexuelles. Elle est connue comme la « loi Rhodes ».

## Discographie
- Razor Blades, Little Pills and Big Pianos, 2009, Signum Records
- Now Would All Freudians Please Stand Aside, 2010, Signum Records
- Bullets and Lullabies, 2010, Warner Music Cover art by Dave Brown, Bollo from The Mighty Boosh
- JIMMY: James Rhodes Live in Brighton, 2012, Signum Records
- 5, 2014, Instrumental Records
- Inside Tracks - the mix Bouche, 2015, Instrumental Records
- Fire On All Sides, 2017, Instrumental Records

## Publications
- Instrumental: Memorias de Música, Medicina y Locura, 2015
- Toca el piano: interpreta a Bach en seis semanas, 2016, Blackie Books
- Fugas o la ansiedad de sentirse vivo, 2017, Blackie Books
- Playlist: Rebeldes y revolucionarios de la música, 2019, Planeta

## Télévision

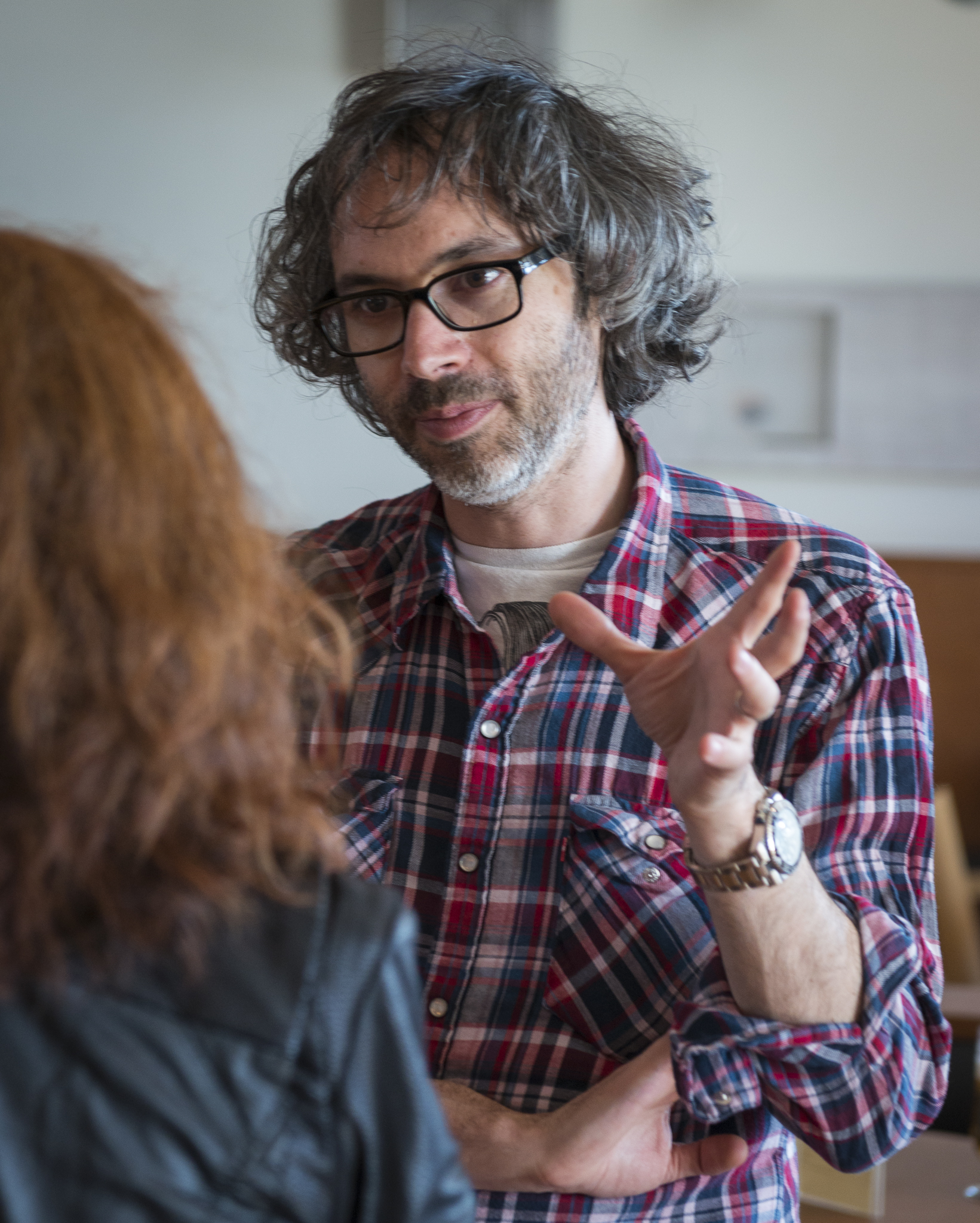
James Rhodes

- Documentaire musical pour BBC Four pour célébrer le deux centième anniversaire de Frédéric Chopin, et la chanteuse d'opéra Jenny Lind[13].
- James Rhodes : Piano Man, série de sept épisodes, 2010-2011[14].
- Notes from the Inside, with James Rhodes, Channel 4, juillet 2013[15].
- Don't Stop the Music (working title The Great Instrument Amnesty), septembre 2014, Channel 4[16].